# La Cage dorée (roman)
Pour les articles homonymes, voir La Cage dorée.
La Cage dorée (titre original : En bur av guld) est un roman policier de Camilla Läckberg, publié en Suède en 2019. La version française est paru le 11 avril 2019 aux éditions Actes Sud dans la collection Actes noirs. Il forme la première partie d'un diptyque intitulé Faye.

## Résumé
Faye, jeune femme originaire de Fjällbacka, est allée à Stockholm pour ses études. Elle y est séduite par Jack, un aristocrate, qui ne l'aide pas à élever leur fille. Quatorze ans plus tard il la quitte en la laissant sans un sou. Elle prépare alors sa vengeance.

## Personnages
- Faye, jeune femme, personnage principal de l'histoire
- Jack, ex-mari de Faye, aristocrate goujat
- Julienne, leur fille
- Chris, la meilleure amie de Faye

## Critique
Il s'agit d'une sombre histoire de vengeance, dans un contexte de féminisme, l'auteur (mariée trois fois) « dont on croit percevoir les fêlures passées » plaidant pour la cause des femmes.